# Landgericht Neuburg an der Donau
Unter dem Namen Landgericht Neuburg an der Donau bestand von 1803 bis 1879 ein bayerisches Landgericht älterer Ordnung mit Sitz in Neuburg an der Donau. Nach Inkrafttreten des Gerichtsverfassungsgesetzes bestand dann von 1879 bis 1932 ein Landgericht Neuburg an der Donau im heutigen Sinn. Die Landgerichte älterer Ordnung waren im Königreich Bayern Gerichts- und Verwaltungsbehörden, die 1862 in ihrer Funktion als Verwaltungsbehörden von den Bezirksämtern und 1879 in ihrer Funktion als Gerichte von den Amtsgerichten abgelöst wurden.

## Geschichte

### Landgericht älterer Ordnung
Im Jahr 1803 wurde im Verlauf der Verwaltungsneugliederung Bayerns das Landgericht Neuburg an der Donau errichtet. Dieses kam zum neu gegründeten Altmühlkreis mit der Hauptstadt Eichstätt. Das ebenfalls 1803 begründete Moosgericht mit Sitz in Karlskron wurde Ende 1808 dem Landgericht Neuburg zugeordnet. Bereits 1810 wurde der Altmühlkreis wieder aufgelöst. Sein Gebiet wurde überwiegend dem Oberdonaukreis zugeordnet, 1837 umbenannt in Regierungsbezirk Schwaben und Neuburg.
Anlässlich der am 1. Juli 1862 in Kraft getretenen vollständigen Trennung von Rechtsprechung und Verwaltung in den rechtsrheinischen Landesteilen des Königreichs Bayern wurde aus dem bisherigen Landgericht Neuburg an der Donau ein nur noch für die Rechtsprechung zuständiges Stadt- und Landgericht. Der Bezirk dieses Gerichts bestand aus der Stadt Neuburg, den Märkten Burgheim und Reichertshofen sowie den Landgemeinden Ambach, Attenfeld, Baar, Ballersdorf, Bergen, Bergheim, Bittenbrunn, Bruck, Dezenacker, Dinkelshausen, Ebenhausen, Ehekirchen, Feldkirchen, Fernmittenhausen, Grasheim, Hagau, Heinrichsheim, Hollenbach, Hütting, Joshofen, Karlshuld, Karlskron, Klingsmoos, Leidling, Lichtenau, Ludwigsmoos, Manching, Moos, Niederstimm, Oberhausen, Oberstimm, Ortlfing, Pichl, Ried, Riedensheim, Rohrenfels, Seiboldsdorf, Sinning, Stepperg, Straß, Unterhausen, Untermaxfeld, Unterstall, Wagenhofen, Weichering, Winden, Zell und Zuchering.
Das Landgericht Neuburg an der Donau unterstand von 1857 bis 1879 dem Bezirksgericht Donauwörth.

### Landgericht nach dem Gerichtsverfassungsgesetz von 1879
Als mit Wirkung ab 1. Oktober 1879 in Bayern eine Gerichtsorganisation nach dem Gerichtsverfassungsgesetz des Deutschen Reiches eingeführt wurde, trat an die Stelle des alten Landgerichts ein Amtsgericht. Gleichzeitig wurde ein neues Landgericht Neuburg an der Donau errichtet, zu dessen Bezirk die Amtsgerichte Dillingen, Donauwörth, Geisenfeld, Höchstädt an der Donau, Lauingen, Neuburg an der Donau, Nördlingen, Oettingen und Pfaffenhofen gehörten. Das Landgericht Neuburg an der Donau wurde im Zuge von Maßnahmen der Vereinfachung der Staatsverwaltung in Bayern während der Weimarer Republik 1932 aufgelöst. Der bisherige Landgerichtsbezirk wurde auf die Landgerichte Augsburg und München II aufgeteilt.